# Hotel Europejski
El Raffles Europejski Warsaw, comúnmente conocido como Hotel Europejski (El Hotel Europeo), es un hotel histórico de lujo de  cinco estrellas ubicado en el centro de la ciudad de Varsovia, Polonia. En el momento de su apertura en 1857 era uno de los hoteles europeos más modernos y lujosos.
Situado a lo largo de la Ruta Real, el edificio fue diseñado por el arquitecto polaco-italiano Enrico Marconi y desde entonces ha sido uno de los símbolos arquitectónicos de Varsovia. Gravemente dañado durante la Segunda Guerra Mundial, fue reconstruido sistemáticamente a un gran costo durante la década de 1950, reabriendo como hotel en 1962. Gestionado por Raffles Hotels & Resorts, reabrió sus puertas el 1 de junio de 2018 tras una intensa renovación Archivado el 22 de diciembre de 2017 en Wayback Machine., cuenta con 106 habitaciones, restaurante, bar, spa y la pastelería Lourse, cuenta además con oficinas en las dos plantas superiores y un centro comercial de lujo.

## Historia

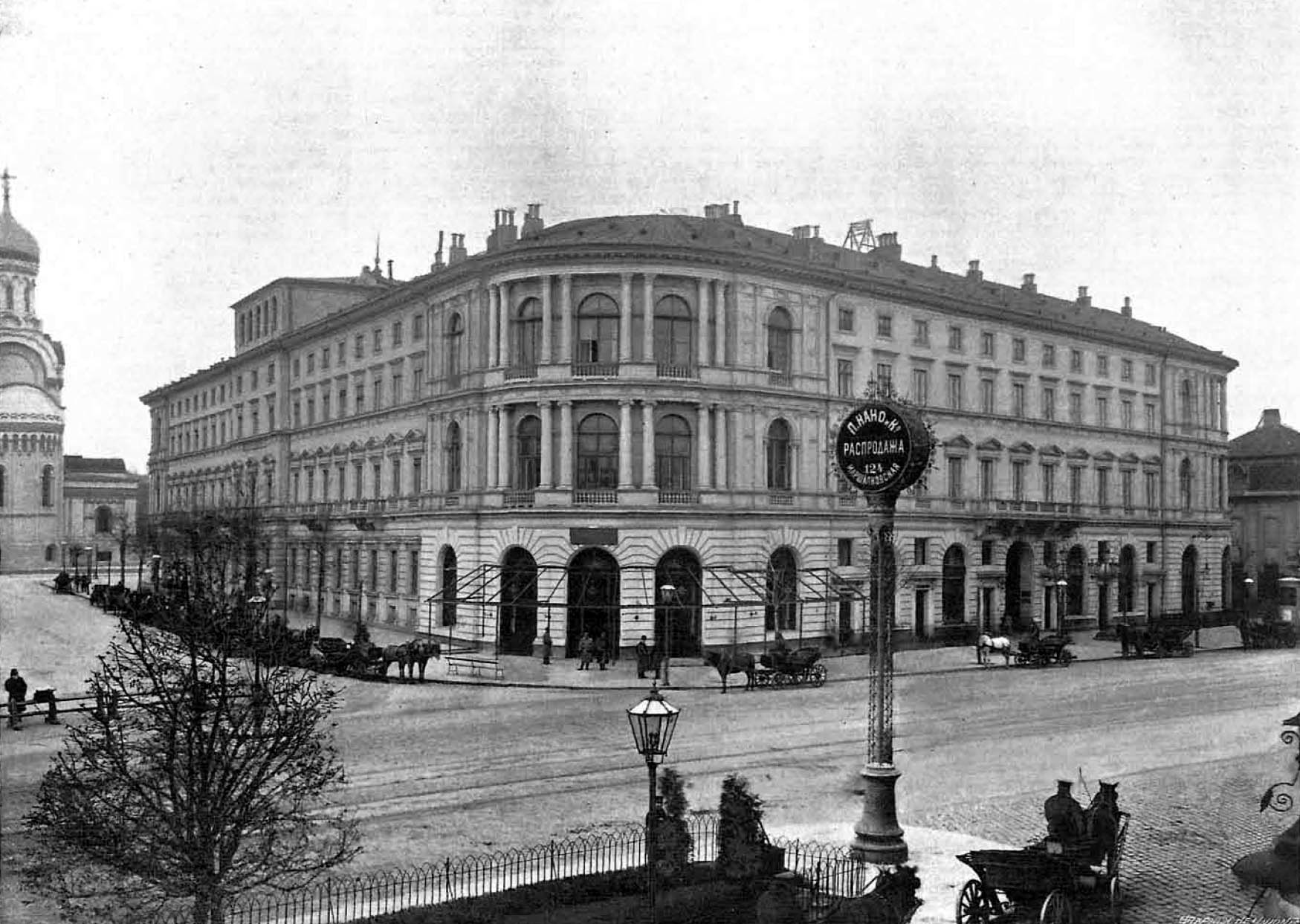
El Hotel Europejski antes de la Primera Guerra Mundial.

### Primeros años
El hotel abrió originalmente el 1 de enero de 1857. Diseñado por Enrico Marconi, fue uno de los hoteles más lujosos del Imperio Ruso, que se extendía desde Europa hasta Alaska. A partir de 1915, el arquitecto Antoni Jawornicki fue responsable de muchas de las mejoras del hotel, incluida la mudanza de la entrada principal y la construcción de dos salones de baile en el patio. En 1921, los propietarios del hotel, las familias Przeździecki y Czetwertyński formaron la sociedad anónima Hotel Europejski Spółka Akcyjna (HESA).

### Segunda Guerra Mundial
Durante la ocupación nazi, los alemanes cambiaron el nombre del hotel a Europäisches Hotel. Durante laSegunda Guerra Mundial solía albergar exclusivamente a oficiales de la Wehrmacht, conservando una gran parte del personal polaco que ya trabajaba ahí antes de la guerra. El hotel fue severamente dañado después del Levantamiento de Varsovia en diciembre de 1944 y enero de 1945 por los alemanes en retirada.

### Nacionalización y reconstrucción
En 1945, después de la liberación de Varsovia, los propietarios originales recibieron un permiso del gobierno para reconstruir el hotel y comenzaron a instalar un restaurante en la sección sobreviviente del edificio. Sin embargo, antes de que pudieran reconstruir todo el hotel, la propiedad fue incautada por el gobierno en 1948 como resultado de los Decretos de Bierut. El edificio fue reconstruido entre 1949 y 1951 según los diseños de Bohdan Pniewski para funcionar como escuela militar. Los principales cambios estructurales incluyeron la adición de una balaustrada en la parte superior y la reconstrucción de las secciones en ruinas del exterior. Se eliminaron muchos elementos del interior, incluida la gran escalera y los salones de baile, reemplazándolos con dormitorios, aulas y un gimnasio. 
El edificio sirvió como Academia Política Militar (Akademia Wojskowa Polityczna) de 1951 a 1954 y luego como oficinas del Ministerio de Transporte. En 1956, el gobierno polaco decidió devolver el edificio a su antiguo uso como hotel. De 1956 a 1957, el edificio vacío se utilizó para albergar a emigrantes judíos de la Unión Soviética.
El edificio fue transferido a la empresa turística estatal Orbis en 1957 y convertido nuevamente en un hotel, con Bohdan Pniewski nuevamente como arquitecto, junto con Bohdan Kijowicz. El hotel contaba con 260 habitaciones y 13 suites. Reabrió a los huéspedes el 2 de julio de 1962 como Orbis Hotel Europejski. En 1965, el Golden Gate Quartet realizó aquí su único concierto en Polonia.
Durante las siguientes décadas, algunos de los huéspedes famosos del hotel incluyeron a Robert Kennedy, Marlene Dietrich, los Rolling Stones, Indira Gandhi, Günter Grass, Artur Rubinstein, Mstislav Rostropovich, Czesław Miłosz y Lech Wałęsa.
Después de la caída del comunismo, en 1993, los herederos de los dueños originales del hotel interpusieron una demanda para recuperar el hotel de manos de la cadena estatal Orbis Hotels. El caso tomó 12 años en resolverse, ya que Orbis afirmó que habían construido el edificio actual e que habían invertido una gran cantidad de dinero en él. Los herederos finalmente tuvieron éxito en su demanda y Orbis cerró el hotel el 30 de junio de 2005. La entrega se completó más tarde ese año el 1 de septiembre. Mientras se hacían los preparativos para una restauración completa, los espacios de la planta baja se alquilaron para tiendas y cafeterías, y las antiguas habitaciones de hotel y apartamentos del edificio se alquilaron como oficinas. La estructura se cerró por completo en 2013 para comenzar con los trabajos de restauración.

### Restauración
La reconstrucción comenzó en julio de 2013 y el edificio reabrió sus puertas en mayo de 2018, presentando un hotel de 106 habitaciones administrado por Raffles Hotels & Resorts como Raffles Europejski Varsovia, con 3,000 m² de espacio comercial en la planta baja y 6,500 m² de espacio de oficinas Clase A en los dos pisos superiores, 4,000 m² de los cuales son operados por WeWork como espacio de oficina compartido.